# Oxytate hoshizuna
Oxytate hoshizuna là một loài nhện trong họ Thomisidae.
Loài này thuộc chi Oxytate. Oxytate hoshizuna được Hirotsugu Ono miêu tả năm 1978.

## Hình ảnh

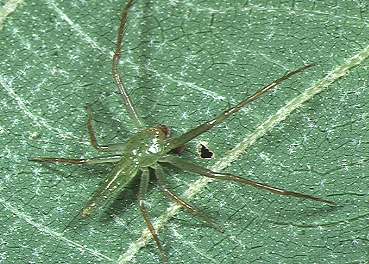
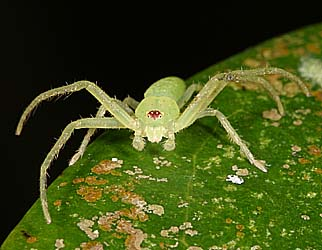